# 伊格納西奧·科蒙福爾
何塞·伊格納西奧·格雷戈里奧·科蒙福爾·德洛斯里奧斯（西班牙語：José Ignacio Gregorio Comonfort de los Ríos，西班牙語發音：[iɣˈnasjo komoɱˈfoɾ ðe los ˈri.os]；1812年3月12日—1863年11月13日），墨西哥自由派政治人物，1855年至1858年擔任墨西哥總統。